# 1985 VA1
1985 VA1 är en asteroid i huvudbältet som upptäcktes den 1 november 1985 av den danske astronomen Richard West vid La Silla-observatoriet.
Asteroiden har en diameter på ungefär 37kilometer och den tillhör asteroidgruppen Ursula.